# 严小龙
严小龙（1960年8月—2008年8月），华南农业大学教授，主要从事植物营养学和作物遗传学等方面的研究。入选中华人民共和国教育部第七批"长江学者"特聘教授，曾就读于华南农业大学土壤农化系、加州大学。